# Chrysosoma finitimum
Chrysosoma finitimum är en tvåvingeart som beskrevs av Octave Parent 1939. Chrysosoma finitimum ingår i släktet Chrysosoma och familjen styltflugor.
Artens utbredningsområde är Kongo. Inga underarter finns listade i Catalogue of Life.